# كأس لوكسمبورغ 2016–17
كأس لوكسمبورغ 2016–17 هو موسم من كأس لوكسمبورغ. كان عدد الأندية المشاركة فيه 104، وفاز فيه إف91 دوديلانج.